# Teen Vogue
Teen Vogue é uma popular revista estadunidense em circulação desde a década de 2000 e cujo conteúdo é voltado para o público juvenil com destaque constante para temáticos cotidianas de celebridades e eventos midiáticos. Um dos grandes destaques da publicação é a foto de capa de cada edição, estampada por figuras em relevância na cena midiática global, como Justin Bieber, Victoria Justice, Olivia Rodrigo e Zendaya, entre outros.
A revista começou como uma versão da Vogue para jovens, focada em celebridades e estilo publicada pela Condé Nast. O foco da revista, atualmente, é voltado para moda, arte e atualidades, mas também oferece informação sobre entretenimento e política. A Teen Vogue atingiu ainda mais assinaturas quando a revista YM parou de ser publicada e os leitores começaram a receber a Teen Vogue em seu lugar. Atualmente a revista é quadrimestral. 

## Teen VogueBrasil
A revista chegou a ter sua edição brasileira, em setembro de 2007, como suplemento trimestral da Vogue Brasil. A diretora chefe brasileira foi Paula Merlo, e a capa foi estrelada pela atriz Alinne Morais. O exemplar não chegou a segunda edição por falta de interesse da então direção da revista, Carta Editorial, e atualmente, não há previsão de reatividade do título.

## Outras versões
Além dos Estados Unidos e Brasil, a Teen Vogue tem edições no Japão e Coreia do Sul (chamada Vogue Girl); na China (chamada Vogue Me); na Itália e Reino Unido (chamada Miss Vogue e Teen Tatler).